# Tarka álszajkó
A tarka álszajkó (Trochalopteron variegatum) a madarak osztályának verébalakúak (Passeriformes) rendjébe és a Leiothrichidae családjába tartozó faj.
Magyar neve forrással, nincs megerősítve.

## Rendszerezése
A fajt Nicholas Aylward Vigors ír zoológus írta le 1831-ben, a Cinclosoma nembe Cinclosoma variegatum néven. Sorolták a Garrulax nembe Garrulax variegatus néven is.

## Alfajai
- Trochalopteron variegatum nuristani Paludan, 1959
- Trochalopteron variegatum simile Hume, 1871
- Trochalopteron variegatum variegatum (Vigors, 1831)[2]

## Előfordulása
Dél-Ázsiában, Afganisztán, Kína, India, Nepál és Pakisztán területén honos. A természetes élőhelye a szubtrópusi vagy trópusi hegyi esőerdők és magaslati cserjések. Állandó, nem vonuló faj.

## Megjelenése
Testhossza 24-26 centiméter, testtömege 57-79 gramm.
|  |

## Életmódja
Rovarokkal, gyümölcsökkel és bogyókkal táplálkozik.

## Természetvédelmi helyzete
Az elterjedési területe nagy, egyedszáma csökken, de még nem éri el a kritikus szintet. A Természetvédelmi Világszövetség Vörös listáján nem veszélyeztetett fajként szerepel.